# Operação Nimble Archer
A Operação Nimble Archer foi o ataque de 19 de outubro de 1987 a duas plataformas de petróleo iranianas no Golfo Pérsico pelas forças da Marinha dos Estados Unidos. O ataque foi uma resposta ao ataque de mísseis do Irã três dias antes no MV Sea Isle City, um petroleiro kuwaitiano com bandeira ancorada na costa do Kuwait. A ação ocorreu durante a Operação Earnest Will, o esforço para proteger o transporte marítimo do Kuwait em meio à Guerra Irã-Iraque.
O Irã posteriormente entrou com uma ação contra os Estados Unidos por reparações na Corte Internacional de Justiça. A Corte decidiu, por 14 votos a dois, que os ataques de retaliação da Marinha dos EUA contra certas plataformas de petróleo iranianas no Golfo Pérsico em 1987 e 1988 constituíram um uso ilegal da força, mas não violaram o Tratado de Amizade, Relações Econômicas e Direitos Consulares de 1955.